# Mario Santana
Mario Alberto Santana (Comodoro Rivadavia, Chubut, Argentina, 23 de diciembre de 1981) es un exfutbolista argentino. Se desempeñaba como mediocampista ofensivo. Actualmente es entrenador  del Frosinone.

## Trayectoria
Se inició en las divisiones juveniles de la Comisión de Actividades Infantiles de su ciudad. En 1999, el entrenador Víctor Hugo Doria, que era coordinador del fútbol amateur del club, fue a trabajar a San Lorenzo y lo llevó con él.
Allí disputó 48 partidos y marcó tres goles integrando los planteles que ganarían el título del Clausura 2001 y la Copa Mercosur. Sin embargo, debido a que el club no se ocupaba de ofrecerle un contrato, hacia fines de 2001 decidió volver a Comodoro Rivadavia, donde trabajó durante dos meses en una gomería familiar. 

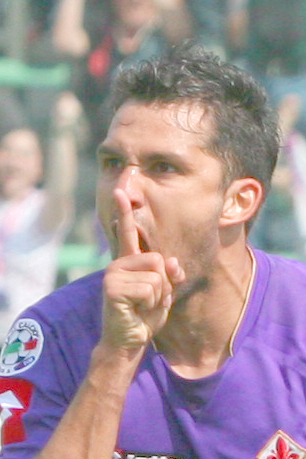
Mario Santana con la camiseta de Fiorentina.

Pero la suerte cambiaría cuando su representante Jorge Oliva logró incorporarlo al Venezia de la Serie A italiana en enero de 2002. Javier Zanetti, que tenía el mismo agente, lo albergó a su llegada en su casa del Lago de Como.
Tras una destacada temporada, pasó al Palermo y luego fue cedido al Chievo Verona. 
En 2004 volvió al Palermo, donde se consolidaría por su versatilidad para moverse por ambos frentes del mediocampo, un gran dominio del balón y una capacidad notable para las asistencias de gol. La Fiorentina se hizo con sus servicios en 2006 y allí ha sido titular indiscutible. El 5 de febrero de 2008 adquirió la ciudadanía italiana para liberar el cupo de extranjeros.
El 12 de julio de 2011 fue fichado por el Napoli. Debutó con la camiseta azzurra el 10 de septiembre, en el partido de visitante ante el Cesena (1-3 para los napolitanos). El 31 de enero de 2012 fue cedido a préstamo al Cesena hasta el final del campeonato.
En el verano de 2012 fue cedido a préstamo con opción de compra al Torino.

## Selección mayor
Ha sido internacional con la Selección Argentina en siete oportunidades y marcó un gol, justamente en su debut, el 18 de agosto de 2004, en un amistoso ante Japón. Luego jugaría la Copa Confederaciones 2005 y un encuentro ante Perú por las Eliminatorias mundialistas.

## Clubes
| Temporada   | Equipo              | País      | Partidos | Goles |
| ----------- | ------------------- | --------- | -------- | ----- |
| 1998-2003   | San Lorenzo         | Argentina | 47       | 9     |
| 2003-2004   | AC Chievo Verona    | Italia    | 29       | 4     |
| 2004-2006   | US Palermo          | Italia    | 73       | 11    |
| 2006-2011   | ACF Fiorentina      | Italia    | 137      | 28    |
| 2011-2012   | SSC Napoli          | Italia    | 11       | 9     |
| 2012- 2013  | Torino FC (cedido)  | Italia    | 28       | 10    |
| 2013-2014   | Genoa CFC           | Italia    | 7        | 1     |
| 2014-2016   | AC Cesena (cedido)  | Italia    | 19       | 9     |
| 2016-2018   | US Palermo (cedido) | Italia    | 49       | 8     |
| 2018 - 2020 | SSC Venezia         | Italia    | 77       | 42    |
| Total       |                     |           | 477      | 131   |

## Títulos

### Torneos locales
| Título                     | Equipo      | País      | Temporada |
| -------------------------- | ----------- | --------- | --------- |
| Primera División Argentina | San Lorenzo | Argentina | 2001      |

### Torneos internacionales
| Título        | Equipo      | Sede         | Temporada |
| ------------- | ----------- | ------------ | --------- |
| Copa Mercosur | San Lorenzo | Buenos Aires | 2001      |